# Omīdīyeh (kommunhuvudort i Iran)
Omīdīyeh (persiska: امیدیه) är en kommunhuvudort i Iran.   Den ligger i provinsen Khuzestan, i den centrala delen av landet, 600 km söder om huvudstaden Teheran. Omīdīyeh ligger 28 meter över havet och antalet invånare är 46 983.
Terrängen runt Omīdīyeh är platt åt sydväst, men åt nordost är den kuperad. Runt Omīdīyeh är det ganska tätbefolkat, med 62 invånare per kvadratkilometer. Omīdīyeh är det största samhället i trakten. Trakten runt Omīdīyeh är ofruktbar med lite eller ingen växtlighet.